# Аллея Академика Глушко
Аллея Академика Глушко́ — аллея в Калининском районе Санкт-Петербурга. Проходит от улицы Академика Константинова до Тихорецкого проспекта. Названа в честь Валентина Петровича Глушко.

## История
Аллея возникла в 1950-е годы и называлась Берёзовой. Аллея начиналась от Тихорецкого проспекта и продолжалась до улицы Академика Константинова, круто поворачивала на северо-запад и вновь выходила к Тихорецкому. 14 июня 1965 года участок аллеи от Тихорецкого проспекта до улицы Веденеева вошёл в состав проспекта Науки. 12 июня 1972 года название было упразднено. 21 августа 2008 года аллея получила современное название.

## Пересечения
- улица Академика Константинова
- Светлановский проспект
- Тихорецкий проспект

## Транспорт
Ближайшие к аллее Академика Глушко станции метро — «Политехническая» и «Академическая»